# Монжуик
Монжуик (кат. Montjuïc) је брдо у Барселони (Шпанија) на коме се налазе разне атракције.

## Историја
У преводу Монжуик значи "Планина Јевреја" што се односи на Јеврејско гробље и њихов могући боравак ту неко време. Пре неколико хиљада година ту су били насељени Келти, а касније су ово место користили Римљани за церемоније.

## Развој
Шумовите области Монжуика су првенствено коришћене за производњу хране и гајење животиња суседног народа. 1890их година та област је већим делом била раскрчена. Изабрана је за одржавање Светске изложбе 1929. године због чега су покренути већи радови на овом брду. Главни објекат за одржавање ове изложбе била је "Palau Nacional". Овде су одржане и Олимпијске игре 1992. године. Данас је ово популарно туристичко место.

## Атракције
"Museu Nacional d’Art de Catalunya" је музеј који садржи римску, готичку, ренесансну и барокну уметност, као и уметност 19. и 20. века. Ту се подразумевају слике, скулптуре... Овај музеј такође има највећу изложбу Каталонске уметности у Шпанији.